# Collin Wilcox Paxton
Pour les articles homonymes, voir Collin Wilcox, Wilcox et Paxton.
Collin Wilcox Paxton, (ou Collin Wilcox-Horne), dite Collin Wilcox, née le 4 février 1935 à Cincinnati, en Ohio, aux (États-Unis), et morte le 14 octobre 2009 à Highlands, en Caroline du Nord, aux (États-Unis), est une actrice américaine.

## Biographie

### Parcours
Elle fait ses débuts professionnels à Chicago dans une troupe de théâtre, avec Mike Nichols, Elaine May, et Shelley Berman. En 1958, elle remporte le prix Clarence Derwent Award pour son rôle dans The Day Money Stopped à Broadway.

## Filmographie
- 1953 : Twice Upon a Time
- 1958 : A Member of the Wedding
- 1961 : Les Incorruptibles (The Untouchables) (TV) - Saison 3, épisode 17
- 1962 : Du silence et des ombres (To Kill a Mockingbird) : Mayella Violet Ewell
- 1963 : La Quatrième Dimension (The Twilight Zone) (TV) - saison 5, épisode 17 (Portrait d'une jeune fille amoureuse) (Number Twelve Looks Just Like You)
- 1968 : The Sound of Anger (TV)
- 1968 : Le Jeu de la mort (The Name of the Game Is Kill!) de Gunnar Hellström : Diz Terry
- 1968 : Le Virginien (TV) saison 6 épisode 12 (the barren ground/la terre qui tue) : Sarah Keogh
- 1970 : The Baby Maker
- 1970 : The Revolutionary
- 1970 : Catch-22
- 1973 : Les Rues de San Francisco (TV) - Saison 2, épisode 2 (Betrayed) : Katherine Evans
- 1974 : Columbo (TV) - Saison 4, épisode 1 (Exercice fatal) : Ruth Stafford
- 1974 : A Cry in the Wilderness (TV)
- 1974 : The Autobiography of Miss Jane Pittman (TV)
- 1975 : The Lives of Jenny Dolan (TV)
- 1978 : Les Dents de la mer, 2e partie (Jaws II)
- 1978 : A Rainy Day
- 1979 : Under This Sky (TV)
- 1985 : Marie
- 1987 : Foxfire (TV)
- 1991 : La Petite Sauvage (Wildflower) (TV)
- 1993 : Le Portrait (The Portrait) (TV)
- 1994 : Christy (TV)
- 1995 : Fluke
- 1995 : Death in Small Doses (en) (TV)
- 1996 : Incitation au meurtre (Twisted Desire) (TV)
- 1997 : Minuit dans le jardin du bien et du mal (Midnight in the Garden of Good and Evil)
- 2003 : The Chester Story